# Valdas Vasylius
Valdas Vasylius (Klaipėda, 3 settembre 1983) è un cestista lituano.

## Palmarès

### Squadra
- Supercoppa polacca: 1

Włocławek: 2007

### Individuale
- MVP Lega Baltica: 1

Šiauliai: 2011-12